# Кимягарова, Елизавета Бенсионовна
Елизаве́та Бори́совна (Бенсио́новна) Кимяга́рова (тадж. Елизавета Бенсионовна Кимягарова; род. 22 июня 1945, Сталинабад, СССР) — советский режиссёр-постановщик фильмов-балетов. Известна как режиссёр-постановщик известной детской музыкальной комедии «Приключения маленького Мука».

## Биография[1]
Родилась 22 июня 1945 в Сталинабаде. Родилась в семье кинорежиссёра, сценариста, Народного артиста Таджикской ССР Бенсиона Кимягарова.
В 1968 году окончила режиссёрский факультет Всесоюзного государственного института кинематографии имени С. А. Герасимова (мастерская документального кино Леонида Кристи).
В 1983 сняла известную детскую музыкальную комедию по мотивам сказки Вильгельма Гауфа, «Приключения маленького Мука».
Режиссёр документальных фильмов, сюжетов  киножурнала «Советский Таджикистан» и «Пионерия».
В настоящее время проживает в Израиле.

## Фильмография

### Режиссёр-постановщик
- 1971 — Адажио
- 1974 — Волшебный цветок
- 1980 — Рубаи Хайяма
- 1983 — Приключения маленького Мука

### Сценарист
- 1971 — Адажио